# Мордовский Канадей
Мордовский Канадей — село в Николаевском районе Ульяновской области России. Входит в состав Дубровского сельского поселения.

## География
Село находится в юго-западной части Ульяновской области, в лесостепной зоне, в пределах Приволжской возвышенности, на левом берегу реки Канадей, к югу от автотрассы М5, на расстоянии примерно 13 километров (по прямой) к западу-юго-западу (WSW) от Николаевки, административного центра района. Абсолютная высота — 190 метров над уровнем моря.
Климат
Климат характеризуется как умеренно континентальный, с тёплым летом и умеренно холодной зимой. Среднегодовая температура воздуха — 10 °С. Средняя температура воздуха самого тёплого месяца (июля) — 19,2 °C (абсолютный максимум — 41 °C); самого холодного (января) — −13,3 °C (абсолютный минимум — −48 °C). Продолжительность безморозного периода составляет в среднем 202 дня. Среднегодовое количество атмосферных осадков составляет 455—530 мм, из которых большая часть выпадает в период с апреля по сентябрь. Снежный покров образуется в конце ноября и держится в течение 128 дней.
Часовой пояс
Село Мордовский Канадей, как и вся Ульяновская область, находится в часовой зоне МСК+1. Смещение применяемого времени относительно UTC составляет +4:00.

## История
В 1745 году, на момент 2-й подушной переписи, в деревне Канадее, Узинского стана, Пензенского уезда было 33 души мордовских мурз и 143 души новокрещенов из мордовских мурз.
Между 1745 и 1753 в Канадее построена первая Церковь Архангела Михаила, деревня стала селом.
В 1762 году, на момент 3-й подушной переписи, в селе Архангельском Конадее тож, Узинского стана, Пензенского уезда проживало 333 новокрещена из мурз: 181 мужчина и 152 женщины.
В 1770 году в Канадее построена новая деревянная Церковь Михаила Архангела.
В 1858 году, по данным Кеппена, в Малом Канадее (Канадей-Мурза, Архангельское) было 537 жителей.
В 1858 году, на момент 10-й подушной переписи, в Канадее было 549 жителей в 63 дворах: 273 мужчины и 276 женщин.
В 1859 году в казенном селе Архангельском (Канадеи-Мурзы, Мордовские Канадеи) при речке Канадейке, Кузнецкого уезда, Саратовской губернии было 5 мельниц и 1 церковь, жило 555 человек в 82 дворах: 272 мужчины и 283 женщины.
В 1883 году в селе Мордовские Канадеи (Михаило-Архангельском) при речке Канадейке, Канадейской волости, Кузнецкого уезда, Саратовской губернии было 857 жителей в 100 дворах, имелась церковно-приходская школа.
В 1886 году, по данным переписи 1886 года, в Канадее было 709 жителей в 112 дворах: 355 мужчин и 354 женщины.
В 1897 году, по данным переписи, в Канадее было 588 жителей.
В 1911 году, по данным переписи, в Канадее было 806 жителей в 123 дворах: 422 мужчины и 384 женщины.
В 1914 году в селе Мордовском Канадее, Евлашевской волости, Кузнецкого уезда, Саратовской губернии была церковь, земская школа, а в 123 дворах проживало 806 душ бывших государственных крестьян: 432 мужчины и 384 женщины

## Население
| 2010 |
| ---- |
| 179  |

Национальный состав
Согласно результатам переписи 2002 года, в национальной структуре населения мордва составляла 90 % из 216 чел.

## Известные люди
- Рузняев, Алексей Николаевич
- Никон (Фомин) — архиерей Русской православной церкви, митрополит Астраханский и Камызякский, глава Астраханской митрополии.